# Prepops diminutus
Prepops diminutus är en insektsart som beskrevs av Carvalho och Fontes 1973. Prepops diminutus ingår i släktet Prepops och familjen ängsskinnbaggar. Inga underarter finns listade i Catalogue of Life.